# Extensible Stylesheet Language
Extensible Stylesheet Language — сімейство рекомендацій для визначення перетворень і представлення XML документів. XSL складається із трьох частин:
XSL Transformations (XSLT)мова для опису перетворень XML документів.
XML Path Language (XPath)мова для виразів, використовується XSLT для доступу або посилання на частини XML документа. (XPath також використовується в специфікації XML Linking).
XSL Formatting Objects (XSL-FO)XML словник для описання семантики форматування.

## Ресурси інтернет
- Визначення XSL. [Архівовано 26 червня 2013 у WebCite]
- Extensible Stylesheet Language [Архівовано 12 липня 2008 у Wayback Machine.]
- What is XSL-FO? [Архівовано 9 квітня 2020 у Wayback Machine.]
- XML Focus Topics : CSS, XSL, XSL-FO [Архівовано 12 травня 2008 у Wayback Machine.]
- IBM XSL Formatting Objects Composer [Архівовано 17 липня 2011 у Wayback Machine.]
- W3Cschools XSL Tutorial